# Sequent Computer Systems
Sequent Computer Systems was een Amerikaans computerbedrijf dat multiprocessing computersystemen ontwierp en produceerde. Ze behoorden tot de pioniers op het gebied van high-performance SMP-gebaseerde open systemen en innoveerden zowel op het vlak van hardware (cachebeheer en interrupt handling) als software (read-copy-update).

## Geschiedenis
Sequent werd opgericht in 1983, aanvankelijk onder de naam Sequel, door een groep van zeventien ingenieurs en leidinggevenden die Intel verlieten nadat het mislukte iAPX 432 "mainframe on a chip"-project werd geschrapt. Met Sequent ontwikkelden ze een lijn SMP-computers, destijds beschouwd als een van de meer beloftevolle gebieden in computerontwerp.
Via een partnerschap met Oracle Corporation werd Sequent eind jaren 80 en begin jaren 90 een dominant high-end UNIX-platform. Later introduceerden ze een next-generation high-end platform voor UNIX en Windows NT op basis van een Non-Uniform Memory Access-architectuur: NUMA-Q.
Toen de hardwareprijzen eind jaren 90 daalden en Intel zijn serverfocus verlegde naar de Itanium-processorfamilie, sloot Sequent zich in oktober 1998 aan bij Project Monterey, een inititatief van IBM en Santa Cruz Operation dat tot doel had een NUMA-geschikte gestandaardiseerde Unix te ontwikkelen voor IA-32-, IA-64-, POWER en PowerPC-platforms. Dit project mislukte echter omdat zowel IBM als SCO zich rond de eeuwwisseling op de Linux-markt begonnen te concentreren. Project Monterey vormde wel de basis voor een rechtszaak die de latere SCO Group inspande tegen IBM omdat IBM op een ongeoorloofde manier Unix-technologie aan Linux toegevoegd zou hebben.
In juli 1999 werd Sequent overgenomen door IBM voor $810 miljoen. Destijds verkondigde de CEO van Sequent dat zijn technologie "zijn weg zou vinden doorheen het hele productaanbod van IBM" en IBM kondigde aan dat het Sequent-technologie zou integreren in zijn eigen servers", maar in 2002 leidde een daling in de verkoop van de modellen die van Sequent waren overgenomen tot het afstoten van de Sequent-productlijn.

## Producten

### Balance
De eerste computersystemen van Sequent waren de Balance 8000 uit 1984 en de Balance 21000  uit 1986. Beide modellen waren gebaseerd op 10 MHz NS32032-processors van National Semiconductor, elk met een kleine write-through-cache die was verbonden met een gemeenschappelijk geheugen om een gedeeld geheugensysteem te vormen. De Balance 8000 ondersteunde maximaal 6 printplaten met twee processors voor een totaal maximum van 12 processors. De Balance 21000 ondersteunde maximaal 15 printplaten met twee processors voor een totaal maximum van 30 processors.
Beide systemen beschikten over een Multibus-backplane waar terminal multiplexer, Ethernet en andere controllers geïnstalleerd konden worden. Er was ook een SCSI-controller en een Interphase SMD of SMD-E schijfcontroller beschikbaar.
De systemen draaiden een aangepaste versie van 4.2BSD Unix, die het bedrijf DYNIX (DYNamic unIX) noemde. De machines waren ontworpen om te concurreren met de DEC VAX-11/780. Naast een reeks goedkope processoren die elk proces konden uitvoeren, bevatte het systeem een reeks bibliotheken die door programmeurs konden gebruikt worden om applicaties te ontwikkelen die meer dan één processor tegelijk konden gebruiken.

### Symmetry

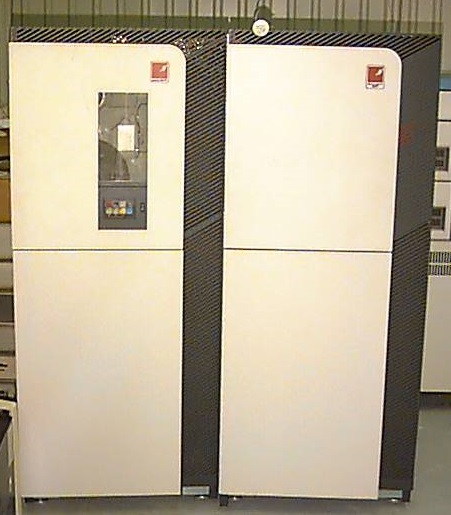
Sequent Symmetry S81

Het volgende product van Sequent was de Intel 80386-gebaseerde Symmetry. De Symmetry S-serie modellen S3, S16, S27 en S81, uitgebracht in 1987, ondersteunden tussen de 2 en 30 processoren, met behulp van een nieuwe copy-back cache en een bredere 64-bit geheugenbus. De Symmetry 2000-modellen uit 1991 voegden meerdere SCSI-borden toe en werden aangeboden in versies met één tot zes Intel 80486-processoren. Het jaar daarop voegden ze de VMEbus-gebaseerde Symmetry 2000/x50 toe met snellere CPU's.
Eind jaren 80 en begin jaren 90 vonden er grote veranderingen plaats aan de softwarekant van Sequent. DYNIX werd vervangen door DYNIX/ptx, dat gebaseerd was op een fusie van AT&T Corporation's UNIX System V en 4.2BSD. Dit was in een periode waarin Sequent's high-end systemen, in het bijzonder hun high-end databaseservers, bijzonder succesvol werden dankzij een nauwe samenwerking met Oracle. In 1993 werd de Symmetry 2000/x90 geïntroduceerd samen met de ptx/Cluster-software, die verschillende high availability-functies toevoegde en aangepaste ondersteuning bood voor Oracle Parallel Server.
In 1994 introduceerde Sequent de Symmetry 5000-serie modellen SE20, SE60 en SE90, die 66 MHz Pentium CPU's gebruikten in systemen van 2 tot 30 processors. Het jaar daarop volgde de SE30/70/100-serie met 100 MHz Pentiums en vervolgens in 1996 de SE40/80/120-serie met 166 MHz Pentiums. Een variant van de Symmetry 5000, de WinServer 5000-serie, draaide Windows NT in plaats van DYNIX/ptx.

### NUMA-Q
Alhoewel Sequent een pionier was op het vlak van SMP-architectuur, kreeg het bedrijf in de jaren 90 te maken met toenemende concurrentie voor SMP-systemen en de toenemende integratie van SMP-technologie in microprocessoren. Om zich opnieuw te kunnen onderscheiden van andere bedrijven begon Sequent te investeren in de ontwikkeling van een systeem gebaseerd op een cache-coherente Non-Uniform Memory Access-architectuur (ccNUMA) die gebruik maakte van een Scalable Coherent Interface. NUMA verdeelt het geheugen over de processoren, waardoor de bottleneck die optreedt bij een enkel monolithisch geheugen wordt vermeden. Door het gebruik van NUMA zouden hun multiprocessormachines over het algemeen beter presteren dan SMP-systemen, tenminste wanneer de taken dicht bij hun geheugen kunnen worden uitgevoerd (zoals het geval is bij servers, waar taken doorgaans geen grote hoeveelheden gegevens delen).
In 1996 bracht Sequent de NUMA-Q 2000 uit, de eerste van een nieuwe serie machines gebaseerd op deze nieuwe architectuur, intern bekend als STiNG, een afkorting voor Sequent: The Next Generation (with Intel inside). Het was het laatste systeem dat werd uitgebracht voordat het bedrijf in 1999 door IBM werd gekocht. Wegens dalende verkoopcijfers doekte IBM de Sequent-productlijn eind 2002 op.
IBM bracht daarna nog verschillende x86-servers uit met een NUMA-architectuur. De eerste was de x440 in augustus 2002 met een vervolg x445 in 2003. In 2004 werd een op Itanium gebaseerde x455 toegevoegd aan de NUMA-familie. Gedurende deze periode werd NUMA-technologie de basis voor IBM's extended X-Architecture (eXA) die gebruikt wordt in IBM System x.